# Grup Arwa
El Grup Arwa és un conjunt de tres pics situats a la serralada de l'Himàlaia, anomenats Torre d'Arwa, Cresta d'Arwa, i Capitell d'Arwa, situat al districte de Chamoli de l'estat d'Uttarakhand, al nor de l'Índia. Estan situats al vessant sud de la branca sud-oest de la Vall de l'Arwa, al sud del llac sec d'Arwa Tal, i al nord-oest de Badrinath. Al seu sud es troba la glacera de Bhagirath Kharak. Situat vora la frontera amb el Tibet, aquests pics tenen l'accés restringit, i no han estat gaire freqüentats pels escaladors fins a època recents. No obstant això, els seus costeruts perfils rocosos ofereixen un desafiament extrem per a escaladors d'alt nivell.
Els tres pics es troben molt junts i comparteixen un camp base. Només per arribar al camp base a la vall d'Arwa, a una alçada de 4,350 m cal fer una caminada de tres dies des de Badrinath. Tots aquests pics estan al peu del canó d'Arwa-Bagneu i també es poden abordar des del sud.

## Cresta d'Arwa
La seva altura és de 6.250 metres.
Plantilla:Infobox mountain
La Cresta d'Arwa és el pic en forma de cesta de la zona Arwa. Està situat a l'oest de la Torre d'Arwa. La ruta més fàcil és a través de la cara nord. La primera ascensió es va realitzar, utilitzant aquesta ruta, l'any 2002 per un equip francès que incloïa Philippe Renard, Grégory Muffat Joly, Laurent Miston, i Antoine de Choudens.

### Rutes
- North Face - French route
- East Ridge

## Torre d'Arwa
Plantilla:Infobox mountain
La torre d'Arwa és un pic amb una gran cresta rocosa al llarg d'una costeruda paret de granit. El cim és una torre en forma d'agulla a la cresta oriental. El massís està flanquejat per nombrosos contraforts escarpats. La primera ascensió de la Torre la van fer els britànics Mick Fowler i Steve Sustad el 14 de maig de 1999, per la cara nord-oest. Al maig de 2002, una expedició francesa dirigida per Antoine de Choudens (amb 11 membres) va pujar la Torre d'Arwa per dues vies diferents: una primera ascensió per la cara sud, i una nova ruta per la cara nord-oest. On 9 June 2007 Stephan Siegrist, Thomas Senf and Denis Burdet succeeded to climb the previously thought impossible to climb over-hanging north face route for the first time.
La seva altura és de 6.352 metres.

### Rutes
- Cara nord-oest.
- Cara sud - ruta francesa
- Contrafort nord-oest - Pilar Guilhem Chaffiol
- Cara nord / Cresta est
- Cara sud - ruta francesa

## Capitell d'Arwa
La seva altura és de 6.193 metres.
Plantilla:Infobox mountain
Els Chapiteles Arwa són una sèrie d'agulles rocoses estupendes que ofereixen les escalades en roca altament desafiants. Les agulles tenen dos pics principals, a saber, la principal (o l'est) i els pics de l'oest. (No obstant això, hi ha alguns dubtes sobre què és el pic més alt.) Estan situats al sud-oest de Arwa Torre. La primera ascensió de l'agulla a l'est (a la base d'un petit pinacle cimera) es va realitzar a l'octubre de 2000 per una expedició britànica dirigida per Kenton Cool, a través de la carena oriental. Andy Benson i Pete Benson van fer la primera pujada cimera, seguits per cinc dies més tard, Ian Parnell, and Al Powell.

### Rutes
- North East Ridge
- North Face, Right Hand Couloir
- North East Ridge
- North Face - Fior di Vite
- East Ridge - English route
- Capisco to West Summit